# Manuel Martínez
Pour les articles homonymes, voir Manuel Martinez, Martínez et Gutiérrez.
Manuel Martínez Gutiérrez, né le 7 décembre 1974 à León, est un athlète espagnol, spécialiste du lancer du poids. Il mesure 1,86 m pour 125 kg.

## Carrière
Il a remporté les Jeux méditerranéens 2001, 2005 et 2009. En 2001, il remporte 16 compétitions successivement entre mars et juillet. Il est sacré meilleur athlète espagnol en 2001.
Son meilleur jet est de 21,47 m à Salamanque le 10 juillet 2002.
Le 29 avril 2011, Manuel Martínez annonce qu'il met un terme à sa carrière sportive. Le 5 décembre 2012, il obtient la médaille de bronze lors des Jeux olympiques d'Athènes où il avait initialement terminé 4e. Le 31 juillet 2013, il obtient également la médaille de bronze des Championnats d'Europe de 2006 où il avait aussi terminé 4e.

## Palmarès
| Date | Compétition                       | Lieu              | Résultat | Marque  |
| ---- | --------------------------------- | ----------------- | -------- | ------- |
| 1992 | Championnats ibéro-américains     | Séville           | 2e       | 17,49 m |
| 1992 | Championnats du monde juniors     | Séoul             | 2e       | 18,14 m |
| 1993 | Championnats d'Europe juniors     | Saint-Sébastien   | 1er      | 19,02 m |
| 1993 | Jeux méditerranéens               | Narbonne          | 5e       | 18,59 m |
| 1993 | Championnats du monde             | Stuttgart         | 11e      | 19,03 m |
| 1994 | Championnats d'Europe en salle    | Paris             | 4e       | 19,85 m |
| 1994 | Championnats ibéro-américains     | Mar del Plata     | 2e       | 18,70 m |
| 1995 | Championnats du monde en salle    | Barcelone         | 4e       | 19,97 m |
| 1996 | Championnats d'Europe en salle    | Stockholm         | 7e       | 20,50 m |
| 1997 | Championnats du monde en salle    | Paris             | 5e       | 20,37 m |
| 1997 | Championnats d'Europe par équipes | Munich            | 3e       | 19,29 m |
| 1997 | Universiade                       | Catane            | 7e       | 19,05 m |
| 1998 | Championnats d'Europe en salle    | Valence           | 7e       | 20,09 m |
| 1998 | Championnats d'Europe par équipes | Saint-Petersbourg | 3e       | 19,86 m |
| 1998 | Championnats ibéro-américains     | Lisbonne          | 1er      | 19,47 m |
| 1998 | Championnats d'Europe             | Budapest          | 7e       | 20,02 m |
| 1999 | Championnats du monde en salle    | Maebashi          | 4e       | 20,79 m |
| 2000 | Championnats d'Europe en salle    | Gand              | 3e       | 20,38 m |
| 2000 | Championnats ibéro-américains     | Rio de Janeiro    | 1er      | 19,70 m |
| 2000 | Jeux olympiques                   | Sydney            | 6e       | 20,55 m |
| 2001 | Championnats du monde en salle    | Lisbonne          | 3e       | 20,67 m |
| 2001 | Championnats d'Europe par équipes | Brême             | 1er      | 21,03 m |
| 2001 | Universiade                       | Pékin             | 1er      | 20,16 m |
| 2001 | Jeux méditerranéens               | Radès             | 1er      | 21,03 m |
| 2001 | Championnats du monde             | Edmonton          | 4e       | 20,91 m |
| 2002 | Championnats d'Europe en salle    | Vienne            | 1er      | 21,26 m |
| 2002 | Championnats d'Europe par équipes | Séville           | 1er      | 20,89 m |
| 2002 | Championnats d'Europe             | Munich            | 5e       | 20,45 m |
| 2002 | Coupe du monde des nations        | Madrid            | 6e       | 19,76 m |
| 2003 | Championnats du monde en salle    | Birmingham        | 1er      | 21,24 m |
| 2003 | Championnats d'Europe par équipes | Florence          | 1er      | 21,08 m |
| 2003 | Finale mondiale                   | Monaco            | 4e       | 20,32 m |
| 2004 | Championnats du monde en salle    | Budapest          | 5e       | 20,79 m |
| 2004 | Championnats ibéro-américains     | Huelva            | 1er      | 20,59 m |
| 2004 | Jeux olympiques                   | Athènes           | 3e       | 20,84 m |
| 2004 | Finale mondiale                   | Monaco            | 3e       | 20,67 m |
| 2005 | Championnats d'Europe en salle    | Madrid            | 3e       | 20,51 m |
| 2005 | Championnats d'Europe par équipes | Florence          | 2e       | 20,28 m |
| 2005 | Jeux méditerranéens               | Almeria           | 2e       | 19,97 m |
| 2006 | Championnats du monde en salle    | Moscou            | 5e       | 20,43 m |
| 2006 | Championnats d'Europe par équipes | Malaga            | 2e       | 20,58 m |
| 2006 | Championnats d'Europe             | Göteborg          | 7e       | 19,68 m |
| 2006 | Finale mondiale                   | Monaco            | 8e       | 19,79 m |
| 2009 | Championnats d'Europe en salle    | Turin             | 6e       | 19,65 m |
| 2009 | Championnats d'Europe par équipes | Leiria            | 2e       | 20,39 m |
| 2009 | Jeux méditerranéens               | Pescara           | 1er      | 20,30 m |

## Records
| Épreuve         | Épreuve   | Temps        | Lieu       | Date            |
| --------------- | --------- | ------------ | ---------- | --------------- |
| Lancer du poids | Plein air | 21,47 m (NR) | Salamanque | 10 juillet 2002 |
| Lancer du poids | En salle  | 21,26 m (NR) | Vienne     | 2 mars 2002     |